# Zhang Zhongjing
Zhang Zhongjing (張仲景T, 张仲景S, Zhāng ZhōngjǐngP, Chang Chung-chingW; Dengzhou, 150 – 219) è stato un medico cinese.

## Biografia
Conosciuto come "l'Ippocrate cinese", è autore dei due volumi Shang han za bing lun (Trattato sulle malattie febbrili) e Jin gui yao lue (Raccolta di prescrizioni Jingui).
La prima opera si suddivide in due sezioni con 16 volumi, di cui 10 incentrati sulle malattie causate dalla penetrazione del freddo e 6 su patologie generali. Contiene più di 200 formule basate sulla loro attività antivirale. Quest'opera poneva particolare attenzione alla dietetica e si rivelò importante per le sue informazioni sul tifo e su altre malattie febbrili.
Il secondo volume invece menziona 40 malattie e 255 formule basate sull'uso delle erbe, comprese le tecniche di agopuntura e moxibustione.
Fece uso di decotti con droghe grezze, rivelatisi più efficaci delle pillole e delle polveri, molto più diffuse in passato. Tra le sue formule più importanti si menzionano la Shanghan lun e Jingui yaolue, che introdusse il vino di cartamo per il trattamento di disturbi ginecologici che coinvolgono il ristagno del sangue, e la Gualou xiebai baijiu tang (una combinazione di Trichosanthes, Aloe bakeri e vino di riso) per le malattie cardiache.
Sviluppò la teoria delle sei malattie della sindrome di differenziazione, dei meridiani degli organi del corpo umano, della salute e del sangue degli organi e degli organi corrispondenti del meridiano del sito di combinazione organica, comprese le sei malattie.